# Polish Maritime Research
Polish Maritime Research – polski kwartalnik naukowy, wydawany w języku angielskim przez Wydział Oceanotechniki i Okrętownictwa Politechniki Gdańskiej, ukazujący się od 1994, poświęcony problemom gospodarki morskiej; według Journal Citation Reports 2016 – IF 0,776.
Polish Maritime Research, którego pierwszy numer został opublikowany we wrześniu 1994, jest czasopismem indeksowanym w Web of Science oraz znajdującym się na liście A MNiSW. Anglojęzyczne wydawnictwo jest adresowane do czytelników w Polsce i na świecie, regularnie wydawane jako kwartalnik z dodatkowymi numerami specjalnymi. Głównym celem redakcji jest prezentowanie oryginalnych i nowatorskich naukowo pomysłów oraz osiągnięć w dziedzinach, które związane są z szeroko rozumianą gospodarką morską. Publikowane są artykuły dotyczące metod projektowania, produkcji i eksploatacji statków i urządzeń okrętowych, infrastruktury portowej, pojazdów podwodnych oraz ekologicznych aspektów eksploracji i wykorzystania środowiska morskiego. Na łamach pisma poruszana jest też problematyka edukacji przyszłych inżynierów i pracowników naukowych, a także informacje o konferencjach, sympozjach i innych ważnych wydarzeniach naukowych oraz realizowanych międzynarodowych projektach badawczych.
| Rok  | Impact Factor |  |
| 2012 | 0,324         |  |
| 2013 | 0,300         |  |
| 2014 | 0,330         |  |
| 2015 | 0,415         |  |
| 2016 | 0,776         |  |